# 2009 en Hongrie
Cet article présente les faits marquants de l'année 2009 en Hongrie.

## Évènements

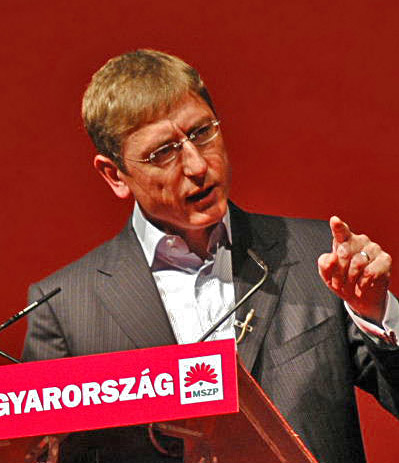
Ferenc Gyurcsany(septembre 2006)

### Février
- Vendredi 13 février 2009 : la Hongrie a enregistré un recul de 2,1 % de son produit intérieur brut (PIB) au quatrième trimestre en glissement annuel, la croissance atteignant 0,3 % sur l'ensemble de 2008.

### Mars
- Samedi 21 mars 2009 : le premier ministre socialiste Ferenc Gyurcsany (47 ans), à la tête d'un gouvernement minoritaire, propose sa démission pour permettre la formation d'un nouveau gouvernement « avec un nouveau chef de gouvernement ». Le premier ministre était en place depuis le 4 septembre 2004. Il a offert sa démission lors du congrès du Parti socialiste hongrois (MSzP), après avoir pourtant été reconduit à 85 % à la tête du parti : « Je comprends que je suis un obstacle à la coopération politique nécessaire pour la mise en œuvre des réformes. J'espère être le seul obstacle car je vais l'éliminer ».

- Jeudi 26 mars 2009 : l'ancien président de la Banque centrale hongroise (MNB), György Suranyi, abandonne sa tentative de formation d'un nouveau gouvernement face à l'opposition déclarée du principal parti de l'opposition, Fidesz, qui annonce qu'il ne soutiendra en aucun cas un gouvernement de technocrates dirigé par Györgi Suranyi et qu'il voulait des élections législatives anticipées.

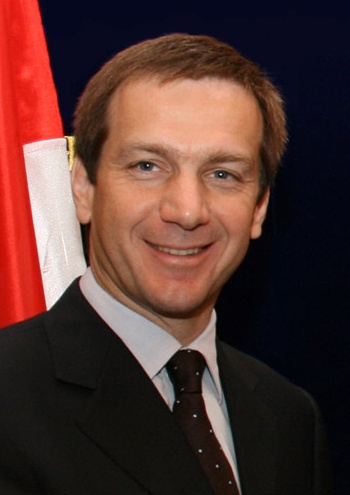
Gordon Bajnai(août 2009)

### Avril
- Mardi 14 avril 2009 : le parlement élit le ministre de l'Économie, Gordon Bajnai, comme nouveau premier ministre pour succéder au chef du gouvernement démissionnaire, le socialiste, Ferenc Gyurcsany. Très touché par la récession mondiale, le pays a obtenu à la fin de 2008 une aide de 20 milliards d'euros des institutions financières internationales avec comme contrepartie la réduction des dépenses publiques, le gel des salaires des fonctionnaires, la suppression du treizième mois pour les fonctionnaires et les retraités  ainsi que la suppression de nombreuses aides aux familles.

- Jeudi 16 avril 2009 : l'expert Tamas Vahl, désigné comme ministre de l'Économie du nouveau gouvernement de Gordon Bajnai, renonce après avoir été mis en cause dans une ancienne affaire d'entente illicite, estimant trop risqué de voir les faits reprochés devenir « une énorme affaire politique ». La filiale hongroise du géant de l'informatique d'entreprise SAP, alors dirigée par Tamas Vahl, avait été convaincue en 2004 d'entente illicite pour la fourniture de systèmes informatiques à des universités. Plusieurs autres affaires de ce type existeraient aussi[1].

- Mercredi 22 avril 2009 : le premier ministre Gordon Bajnai nomme un ancien dirigeant du groupe pétrolier Shell, Istvan Varga, au poste de ministre de l'Économie. Il a été l'un des conseillers pour l'organisation non gouvernementale de lutte contre la corruption Transparency International.

### Mai
- Mardi 26 mai 2009 : premier cas confirmé de grippe H1N1 sur un touriste brésilien.

### Juin
- Dimanche 7 juin 2009 : le parti Fidesz (droite), de l'ancien premier ministre Viktor Orban (1998-2002), est arrivé en tête des élections européennes en Hongrie avec 67 % des voix (16 eurodéputés), s'assurant une avance écrasante sur les socialistes du MSZP (19 %) au pouvoir (4 eurodéputés), alors que le parti d'extrême droite Jobbik fait une perçée avec 8 % (2 eurodéputés). Les grands perdants sont le « Forum démocratique » (MDF, conservateurs) et les alliés libéraux des socialistes (SZDSZ), qui n'ont pas réussi à envoyer de députés à Bruxelles.

- Vendredi 12 juin 2009 : l'Union européenne débloque une nouvelle tranche d'un montant de 1,5 milliard d'euros, de l'aide promise pour aider le pays à faire face à la crise financière; la somme sera disponible d'ici à la fin du mois. Avec ce versement, La Hongrie aura perçu au total 5,5 milliards d'euros des 6,5 milliards promis par l'UE à l'automne. Cette aide est conditionnée à des mesures de rigueur pour éviter un nouveau dérapage de la dépense publique.

### Juillet
- Samedi 4 juillet 2009 : plus de 200 personnes ont été interpellées lors de la dispersion d'une manifestation non autorisée de la Garde hongroise à Budapest, faisant 17 blessés légers. La Garde hongroise est l'aile paramilitaire du parti d'extrême-droite Jobbik, qui a recueilli 15 % des voix aux élections européennes de début juin. Son président Gabor Vona figure parmi les personnes interpellées[2].

- Mercredi 15 juillet 2009 : premier cas mortel de grippe A(H1N1). 37 autres personnes ont été diagnostiquées avec le virus depuis le 29 mai.

- Samedi 26 juillet 2009 : le Britannique Lewis Hamilton (McLaren-Mercedes) a remporté le Grand Prix Formule 1 de Hongrie devant le Finlandais Kimi Räikkönen (Ferrari) et l'Australien Mark Webber (Red Bull), au Hungaroring.